# Fontenois-la-Ville
Fontenois-la-Ville – miejscowość i gmina we Francji, w regionie Burgundia-Franche-Comté, w departamencie Górna Saona.
Według danych na rok 1990 gminę zamieszkiwało 179 osób, a gęstość zaludnienia wynosiła 15 osób/km² (wśród 1786 gmin Franche-Comté Fontenois-la-Ville plasuje się na 565. miejscu pod względem liczby ludności, natomiast pod względem powierzchni na miejscu 335.).